# Geografia dell'Azerbaigian

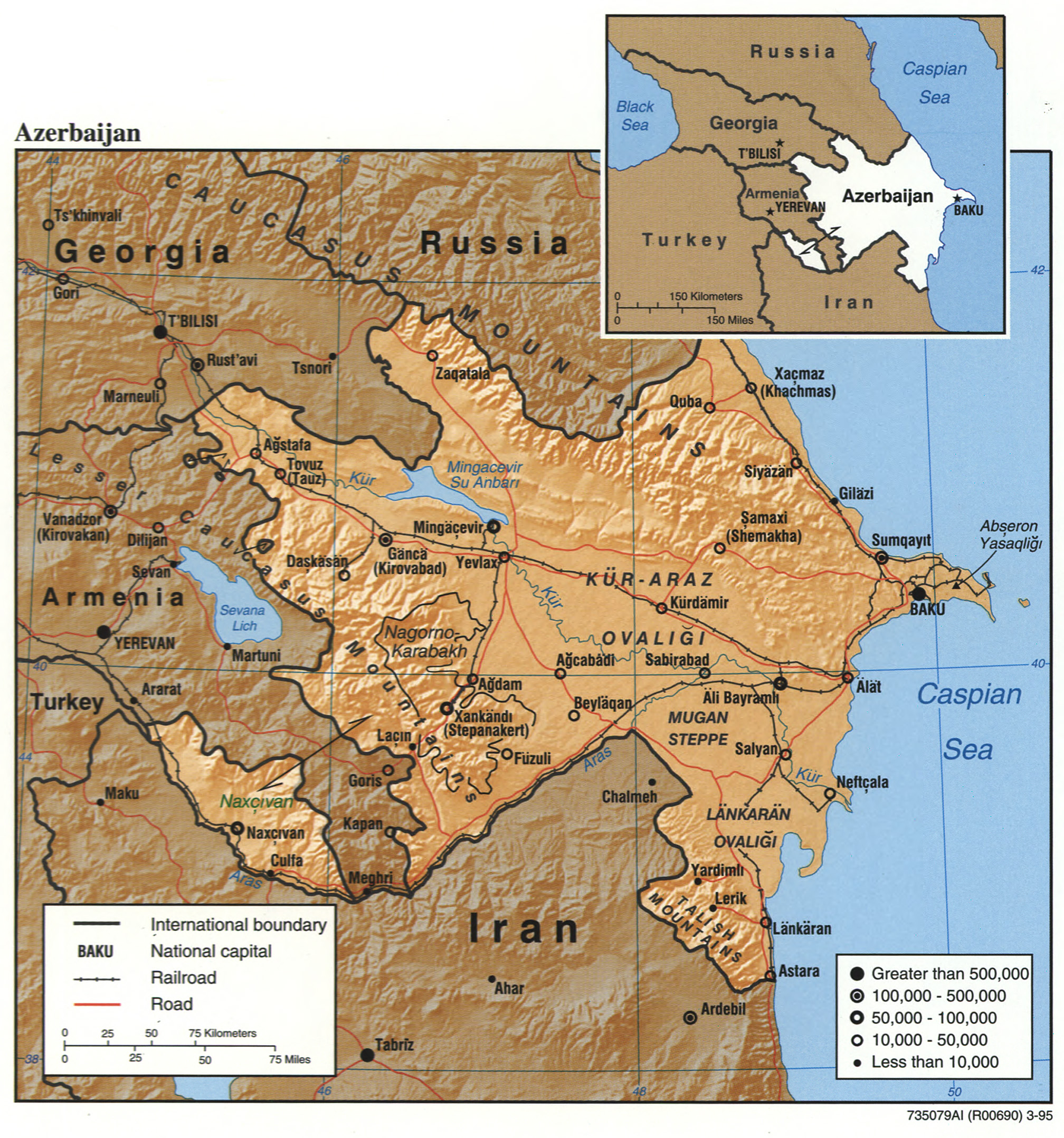
Mappa dell’Azerbaigian.

Mappa topografica dell’Azerbaigian.

Mappa climatica dell’Azerbaigian.

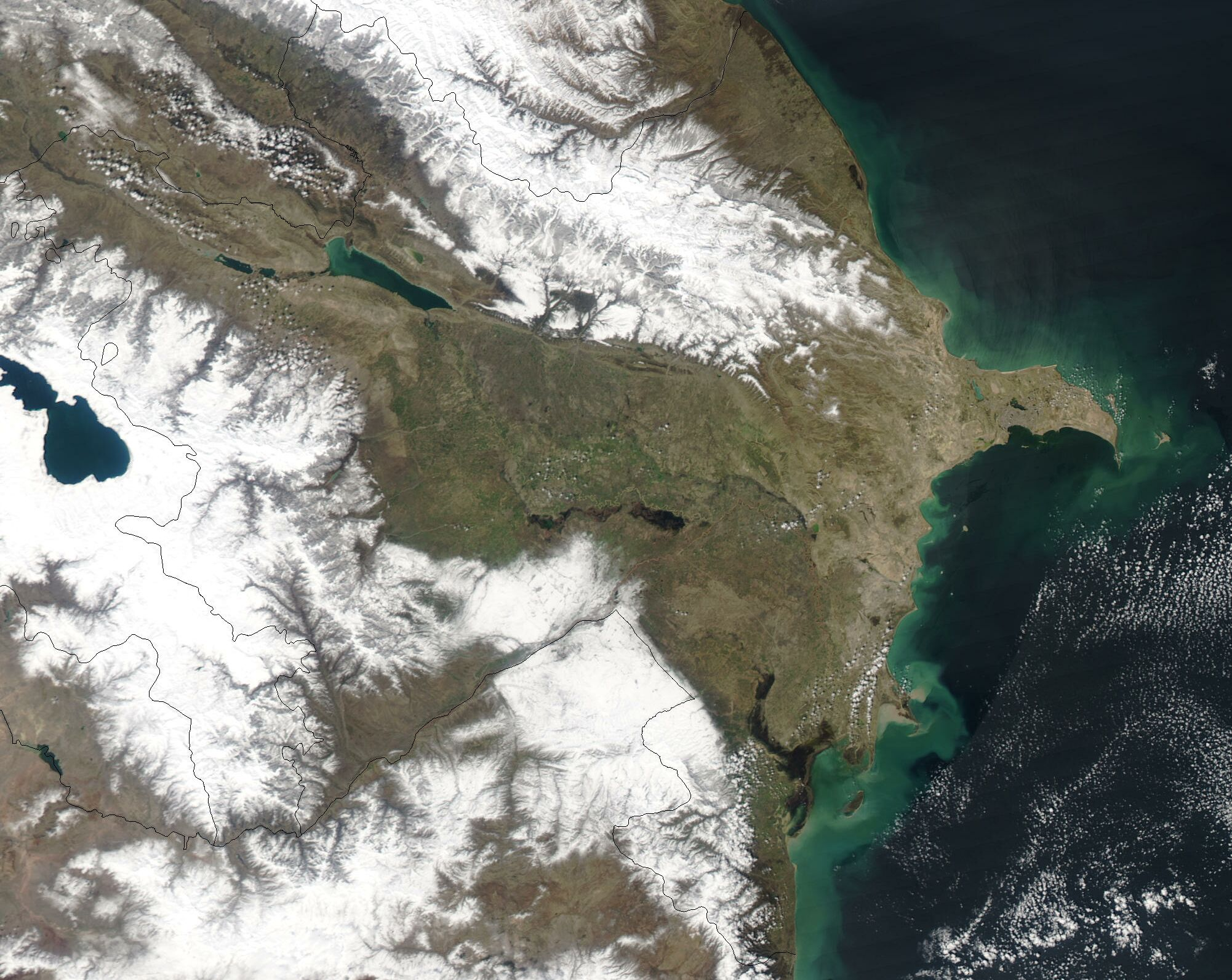
L’Azerbaigian visto dallo spazio.

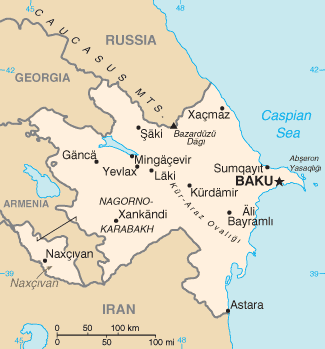
Principali città dell’Azerbaigian.

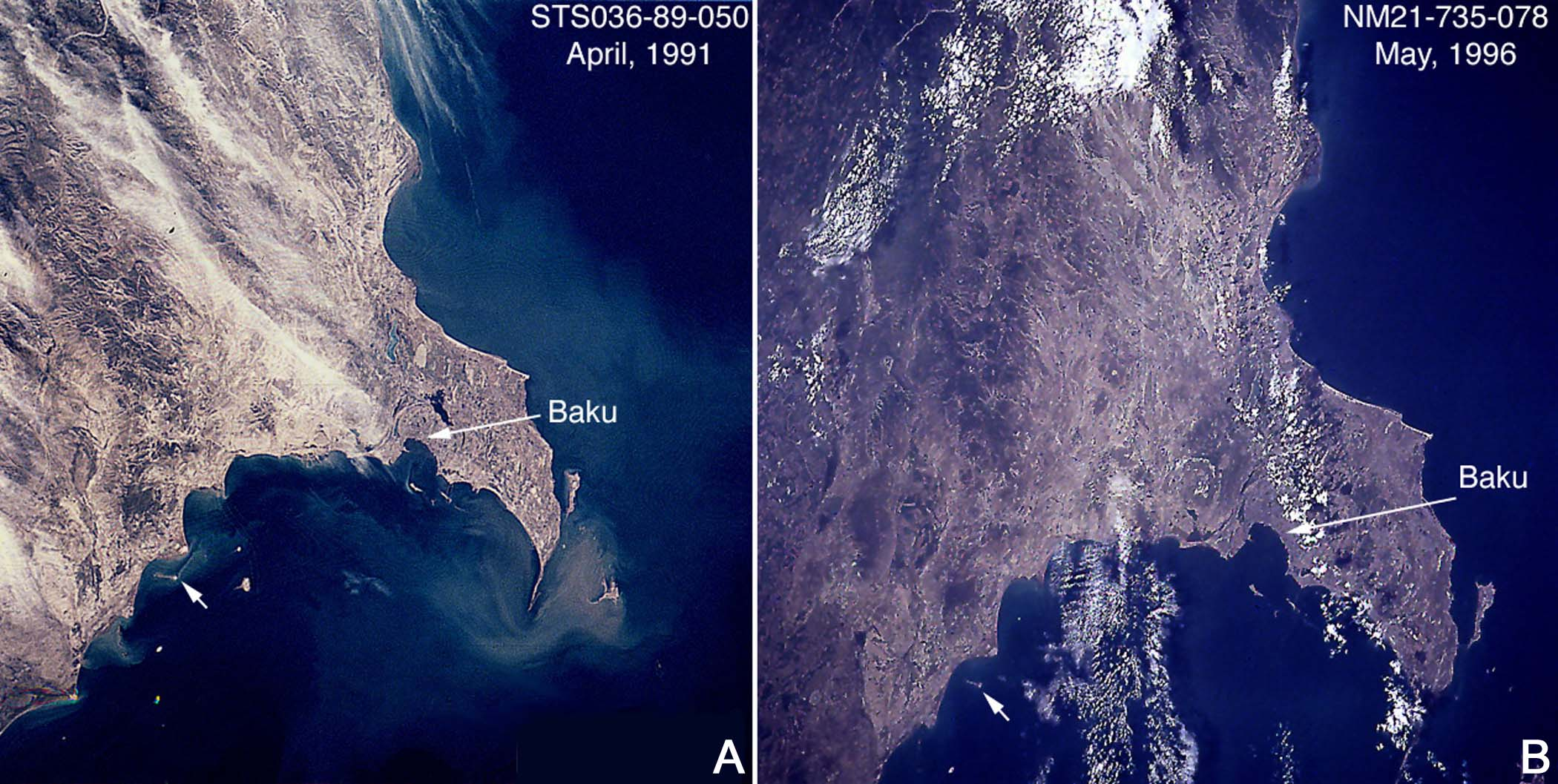
Mutamenti della linea di costa dovuti all’innalzamento del livello del Caspio.

L’Azerbaigian, noto anche come Azerbaijan o Azerbaidzhan, ufficialmente Repubblica dell'Azerbaigian (Azärbayjan Respublikasi), è un paese della Transcaucasia orientale. Occupando un'area che costeggia le pendici meridionali della catena del Caucaso, confina a nord con la Russia, ad est con il mar Caspio, a sud con l'Iran, a ovest con l'Armenia e a nord-ovest con la Georgia. L'exclave del Naxçıvan (Nakhichevan) è situata a sud-ovest dell'Azerbaigian vero e proprio, ai confini con Armenia, Iran e Turchia. L'Azerbaigian include all'interno dei suoi confini l'enclave del Nagorno-Karabakh, a popolazione prevalentemente armena, che dal 1988 è al centro di un intenso conflitto tra Azerbaigian e Armenia. Sua capitale è l'antica città di Baku (Bakı), il cui porto è il maggiore e il più fiorente sul mar Caspio

## Morfologia, idrografia e suoli
A causa della natura molto frammentata del suo rilievo, delle caratteristiche idrografiche, delle differenze climatiche e delle fasce altitudinali di vegetazione nettamente definite, l'Azerbaigian è caratterizzato da una vasta gamma di paesaggi. Più dei due quinti del territorio sono occupati da pianure, circa la metà da aree comprese tra i 400 e i 1500 m, e le aree al di sopra dei 1500 m occupano poco più di un decimo della superficie totale.
La pianura del Kura-Aras deve il nome al suo fiume principale, il Kura (Kür), e al suo affluente Aras (Araz). Le pianure di Shirvan, Milskaya e Mugan fanno parte di questo bassopiano e presentano suoli e clima simili. Prevalgono suoli grigi e solonchak (aridisol) salini e, nelle regioni più elevate, solonetz alcalini grigi e suoli castani (mollisol).
Al fine di espandere le aree di irrigazione nel clima secco e di fornire uva e frutteti con l'acqua, sono stati creati molti piccoli e grandi serbatoi (bacini idrici, prese d'acqua, serbatoi d'acqua). Ci sono 140 bacini idrici nel paese. Il volume totale dei bacini idrici è di 21,5 km3.
Una rete di canali ben sviluppata tra i fiumi Kura e Aras rende possibile irrigare gran parte della pianura. Il canale del Karabakh Superiore, lungo 172 km, costituisce un collegamento di vitale importanza tra il fiume Aras e il bacino di Mingäçevir sul fiume Kura. Questo lago artificiale ha una superficie di 605 km² e una profondità massima di 75 m. Il canale del Karabakh Superiore irriga più di 100.000 ettari di terreni fertili e in più rifornisce di acqua il fiume Aras durante i secchi periodi estivi. Il canale dello Shirvan Superiore, secondo canale più importante del paese, è lungo 122 km e anch'esso irriga circa 100.000 ettari.

### Sistemi montuosi
Le vette più elevate sono il Bazardyuzyu (Bazardüzü; 4466 m), lo Shakhdag e il Tufan, tutte appartenenti alla catena del Grande Caucaso, il cui crinale forma parte del confine settentrionale dell'Azerbaigian. Imponenti contrafforti e catene di monti, incisi dalle profonde gole dei torrenti di montagna, fanno di questa parte dell'Azerbaigian una regione ricca di bellezze naturali. Allo stesso tempo, si tratta di una regione caratterizzata da un alto grado di attività sismica.
I contrafforti del Piccolo Caucaso, nell'Azerbaigian sud-occidentale, formano il secondo sistema montuoso più importante, che comprende le catene degli Shakhdag, dei Murovdag e degli Zangezur, le cui sommità si innalzano fin quasi a 3900 m, nonché l'altopiano del Karabakh. Il vasto e pittoresco lago Geygyol è situato a 1566 m di quota.
La parte sud-orientale dell'Azerbaigian è delimitata dai monti Talish (Talysh), costituiti da tre catene longitudinali, culminanti con il monte Kyumyurkyoy (2492 m), e dalla pianura di Länkäran, lungo la costa del Caspio. Questo bassopiano, prolungamento della pianura del Kura-Aras, raggiunge il confine iraniano nei pressi di Astara.

## Clima
Il clima subtropicale secco delle regioni centrali e orientali dell'Azerbaigian è caratterizzato da inverni miti e da estati lunghe (quattro o cinque mesi) e molto calde, con temperature medie che si aggirano sui 27 °C e massime che possono raggiungere i 43 °C.
L'Azerbaigian sud-orientale è caratterizzato da un clima subtropicale umido ed è la zona del paese che riceve il maggior apporto di precipitazioni, tra i 1200 e i 1400 mm all'anno, che cadono per la maggior parte durante i mesi caldi.
Un clima continentale secco, con inverni freddi ed estati secche e calde, prevale nel Naxçıvan ad altitudini comprese tra i 690 e i 990 m. Tipi di clima moderatamente caldi, secchi o umidi si possono trovare in altre parti dell'Azerbaigian. La zona delle foreste di montagna ha un clima moderatamente freddo, mentre un clima proprio delle tundre di altopiano caratterizza le zone al di sopra dei 3000 m. Gelate e forti nevicate rendono i passi situati a tali altitudini inaccessibili per tre o quattro mesi all'anno.

## Flora e fauna
La vegetazione spontanea varia a seconda dell'altitudine. Condizioni di steppa e semideserto prevalgono nelle pianure e sulle colline pedemontane delle regioni montuose. Le pendici dei monti sono ricoperte da foreste di faggi, querce e pini. Più in alto si trova una fascia di prati alpini. La regione di Länkäran, nell'Azerbaigian meridionale, presenta una vegetazione sempreverde e fitte foreste di betulle e querce.
La fauna delle pianure comprende gazzelle, sciacalli e iene, nonché varie specie di rettili e roditori. Le regioni montuose sono abitate da cervi del Caucaso, caprioli, cinghiali, orsi bruni, linci, bisonti europei, camosci e leopardi - questi ultimi particolarmente rari. Gli inverni miti attraggono molti uccelli sulle coste del Caspio, e le riserve naturali forniscono un sito di svernamento a fenicotteri, cigni, pellicani, aironi, garzette, beccaccini e pernici.